# Departament d'Indústria i Energia de la Generalitat de Catalunya
El conseller d'Indústria i Energia de la Generalitat de Catalunya era el màxim representant del departament d'Indústria i Energia. Creat el 1980, va desaparèixer durant la VI Legislatura al fusionar-se amb el Departament de Treball. La legislatura anterior s'havia unit amb el Departament de Comerç creant el Departament d'Indústria, Comerç, Turisme.

## Funcions
L'any 1980 el Departament d'Indústria i Energia estava format pels òrgans:
- Servei d'Indústria, encarregat de la direcció de les actuacions del Departament en matèria d'autorització d'indústries i la coordinació de les relacions dels Serveis Territorials amb els Serveis Centrals del Departament.
- Servei de Seguretat, encarregat del Servei de Seguretat la coordinació de les actuacions del Departament relatives a les reglamentacions específiques sobre seguretat d'instal·lacions, mecanismes, aparells i vehicles automòbils.
- Servei de Prevenció de la Contaminació Industrial, encarregat de la direcció i coordinació de les actuacions referents a la limitació i control de les emissions de gasos, efluents líquids i residus sòlids procedents de les indústries.
- Servei de Mines, encarregat de la direcció de les actuacions del Departament referents a l'aplicació de la legislació de Mines i d'Hidrocarburs.

Amb la reestructuració de les conselleries de la Generalitat de l'any 1996, es creà el Departament d'Indústria, Comerç i Turisme amb els següents òrgans i funcions:
- Secretaria General.
- Direcció General d'Indústria, encarregat de donar suport al Departament en actuacions singulars que per la seva especificitat li siguin encomanades pel conseller.
- Direcció General d'Energia, encarregat del control de les actuacions del Departament en matèria de règim energètic, autoritzacions i concessions per a la producció i el transport d'energia i per al subministrament d'energia i aigua, pòlisses d'abonament, tarifes aplicables i també l'endegament de mesures relacionades amb la racionalització i l'estalvi energètic, el control de les activitats radioactives, el règim miner, la seguretat minera i la utilització d'explosius.
- Direcció General de Consum i Seguretat Industrial, encarregat d'ordenar, planificar, programar, coordinar i dirigir els mecanismes per al control de l'aplicació de la normativa sobre disciplina del mercat i defensa dels consumidors i usuaris i de seguretat industrial. També li corresponia la direcció i el seguiment de les Entitats d'Inspecció i Control reglamentari i de la inspecció tècnica de vehicles, i també la dels seus inspectors i interventors en l'aplicació de les reglamentacions específiques. Quedava adscrit a la Direcció General de Consum i Seguretat Industrial la Junta Arbitral de Consum de Catalunya.
- Direcció General de Comerç, encarregat d'ordenar, planificar, programar, coordinar i dirigir els mecanismes per al control de l'aplicació de la normativa sobre ordenació del comerç, dels equipaments comercials i dels serveis en general, llevat d'aquells que estiguin sotmesos a una normativa sectorial específica; control del compliment de la normativa en matèria d'activitats firals i exercici de la tutela administrativa de les cambres oficials de Comerç, Indústria i Navegació; atorgar les autoritzacions per a l'exercici d'activitats comercials que siguin de competència autonòmica.
- Direcció General de Turisme, encarregat de planificar, programar, coordinar i dirigir els mecanismes per al control de l'aplicació de la normativa sobre ordenació del turisme; atorgar les autoritzacions per a l'exercici de l'activitat turística i coordinar les actuacions d'informació de les oficines de turisme adscrites a la Xarxa d'Oficines de Turisme de Catalunya. També li correspon, quan s'escaigui, la resolució dels recursos ordinaris contra acords i resolucions d'òrgans jeràrquicament inferiors. Quedaven adscrits a la Direcció General de Turisme l'Agència de Tecnologia Turística i el Servei d'Informació, Documentació i Publicacions.

També quedaven adscrits al departament:
- Laboratori General d'Assaigs i Investigacions
- Centre d'Informació i Desenvolupament Empresarial
- Institut Català d'Energia
- Institut d'Investigació aplicada de l'Automòbil
- Institut Català de Consum

## Llista de consellers d'Indústria i Energia (1980-1996)
| #                                                     | Legislatura                                   | Nom                                           | Nom                                           | Inici mandat                                  | Fi mandat                                     | Partit polític                                | Partit polític                                |
| Departament d'Indústria i Energia (1980-1996)         | Departament d'Indústria i Energia (1980-1996) | Departament d'Indústria i Energia (1980-1996) | Departament d'Indústria i Energia (1980-1996) | Departament d'Indústria i Energia (1980-1996) | Departament d'Indústria i Energia (1980-1996) | Departament d'Indústria i Energia (1980-1996) | Departament d'Indústria i Energia (1980-1996) |
| ----------------------------------------------------- | --------------------------------------------- | --------------------------------------------- | --------------------------------------------- | --------------------------------------------- | --------------------------------------------- | --------------------------------------------- | --------------------------------------------- |
| 1                                                     | I                                             |                                               | Vicenç Oller i Company                        | 8 de maig de 1980                             | 18 de juny de 1984                            |                                               | Convergència Democràtica de Catalunya         |
| 2                                                     | II                                            |                                               | Joan Hortalà i Arau                           | 18 de juny de 1984                            | 27 de febrer de 1987                          |                                               | Esquerra Republicana de Catalunya             |
| 3                                                     | II                                            |                                               | Macià Alavedra i Moner                        | 27 de febrer de 1987                          | 19 de desembre de 1989                        |                                               | Convergència Democràtica de Catalunya         |
| 3                                                     | III                                           |                                               | Macià Alavedra i Moner                        | 27 de febrer de 1987                          | 19 de desembre de 1989                        |                                               | Convergència Democràtica de Catalunya         |
| 4                                                     |                                               | Antoni Subirà i Claus                         | 19 de desembre de 1989                        | 7 de juny de 1996                             |                                               |                                               | Convergència Democràtica de Catalunya         |
| 4                                                     | IV                                            | Antoni Subirà i Claus                         | 19 de desembre de 1989                        | 7 de juny de 1996                             |                                               |                                               | Convergència Democràtica de Catalunya         |
| 4                                                     | V                                             | Antoni Subirà i Claus                         | 19 de desembre de 1989                        | 7 de juny de 1996                             |                                               |                                               | Convergència Democràtica de Catalunya         |
| Departament d'Indústria, Comerç i Turisme (1996-2002) |                                               |                                               |                                               |                                               |                                               |                                               |                                               |
| 5                                                     | V                                             |                                               | Antoni Subirà i Claus                         | 7 de juny de 1996                             | 4 de novembre de 2002                         |                                               | Convergència Democràtica de Catalunya         |
| 5                                                     | VI                                            |                                               | Antoni Subirà i Claus                         | 7 de juny de 1996                             | 4 de novembre de 2002                         |                                               | Convergència Democràtica de Catalunya         |